# Vizcondado del Castillo de Almansa
El vizcondado del Castillo de Almansa es un título nobiliario español creado por el rey Carlos III, el 3 de diciembre de 1773, a favor de Miguel de Almansa y Uriarte Franco Páez-Jaramillo y Solís, alcalde perpetuo del Castillo de San Felipe de Almería. Se le concede en atención a la cesión a la Corona de la alcaidía perpetua del castillo de San Pedro en Níjar. El 24 de julio de 2002, el rey Juan Carlos I otorgó la grandeza de España, con carácter hereditario, para unir al título de vizconde del Castillo de Almansa, a José Fernando de Almansa Moreno-Barreda, X vizconde del Castillo de Almansa, diplomático, exjefe de la Casa de Su Majestad el Rey de España.

## Historia de los vizcondes del Castillo de Almansa
- Miguel de Almansa y Uriarte Franco Páez-Jaramillo y Solís (m. 1796), I vizconde del Castillo de Almansa.[2]

Le sucedió su hermano:
- Rafael de Almansa y Uriarte Franco Páez-Jaramillo y Solís, II vizconde del Castillo de Almansa.[2]

Contrajo matrimonio con Margarita de Careaga y Ballesteros. Le sucedió su hija:
- Micaela de Almansa y Careaga, III vizcondesa del Castillo de Almansa.[2]

Casada con su tío paterno Fernando de Almansa y Uriarte Franco Páez-Jaramillo y Solís. Le sucedió su hijo:
- Miguel de Almansa y Almansa (m. 1836), IV vizconde del Castillo de Almansa.[2]

Contrajo matrimonio con María de la Asunción Pérez de Herasti y Enríquez de Navarra. Le sucedió du hijo:
- Miguel de Almansa y Pérez de Herrasti (m. 22 de septiembre de 1848), V vizconde del Castillo de Almansa.[2]

Casó con María de la Concepción Cañavate y Gámiz, VII marquesa del Cadimo. En 29 de diciembre de 1849, le sucedió su hijo:
- Fernando de Almansa y Cañavate (9 de junio de 1883), VI vizconde del Castillo de Almansa en 29 de diciembre de 1880, por cesión inter vivos[2]  y VIII marqués del Cadimo.

Casó el 18 de marzo de 1858 con María del Carmen Arroyo Molino. En 29 de diciembre de 1880, por cesión, e sucedió su hijo:
- Fernando de Almansa y Arroyo (1 de febrero de 1917), VII vizconde del Castillo de Almansa[2] y IX marqués del Cadimo.

Contrajo matrimonio el 12 de julio de 1880 con María de los Dolores Cuevas y Bringas. El 16 de marzo de 1918, le sucedió su hijo:
- José María de Almansa y Cuevas, VIII vizconde del Castillo de Almansa[2]  y X marqués del Cadimo.

Casó en 1918 con María de la Natividad Valverde Márquez, hija de Rafael Valverde Márquez y de su esposa María de la Asunción Márquez y Márquez. Cedió el título a su hijo que le sucedió en 23 de junio de 1950:
- Fernando de Almansa y Valverde, IX vizconde del Castillo de Almansa, XI marqués del Cadimo y barón de Toga, título rehabilitado en 1966 por fallecimiento de su tío paterno, Fernando de Almansa y Cuevas.[6]

Casó con María Francisca Moreno-Barreda y Agrela. Cedió el título a su hijo que le sucedió:
- José Fernando de Almansa y Moreno-Barreda (Granada, 4 de octubre de 1948), X vizconde del Castillo de Almansa, grande de España,[4] exjefe de la Casa de Su Majestad el Rey de España.[1] Actual titular.[7]

Contrajo matrimonio el 21 de julio de 1973 con María de los Dolores Uribe y Contreras (m. 9 de mayo de 1996).